# Nephrolepis exaltata

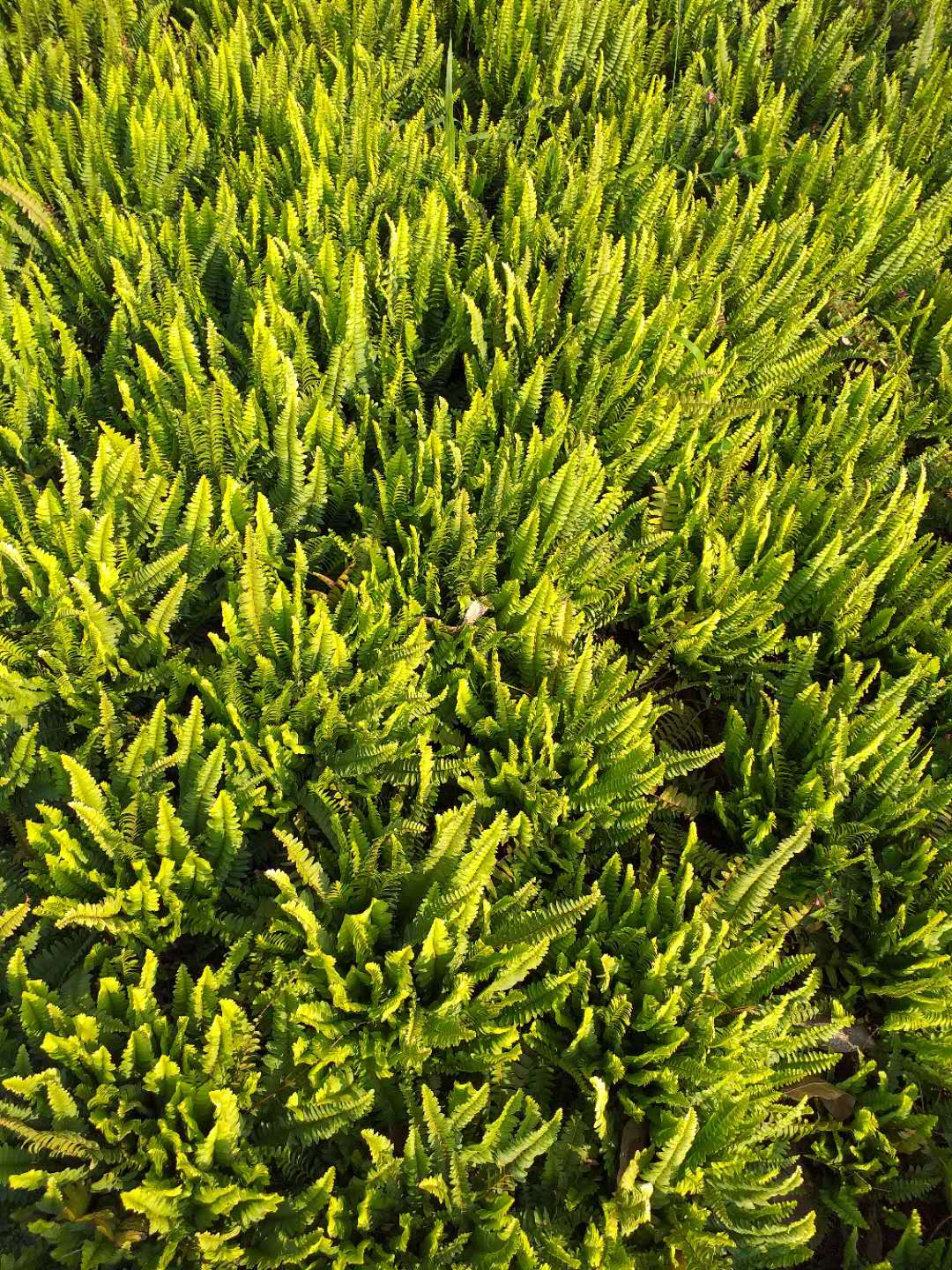
Nephrolepis exaltata

Nephrolepis exaltata là một loài dương xỉ trong họ Nephrolepidaceae. Loài này được L. Schott mô tả khoa học đầu tiên năm 1834.

## Hình ảnh

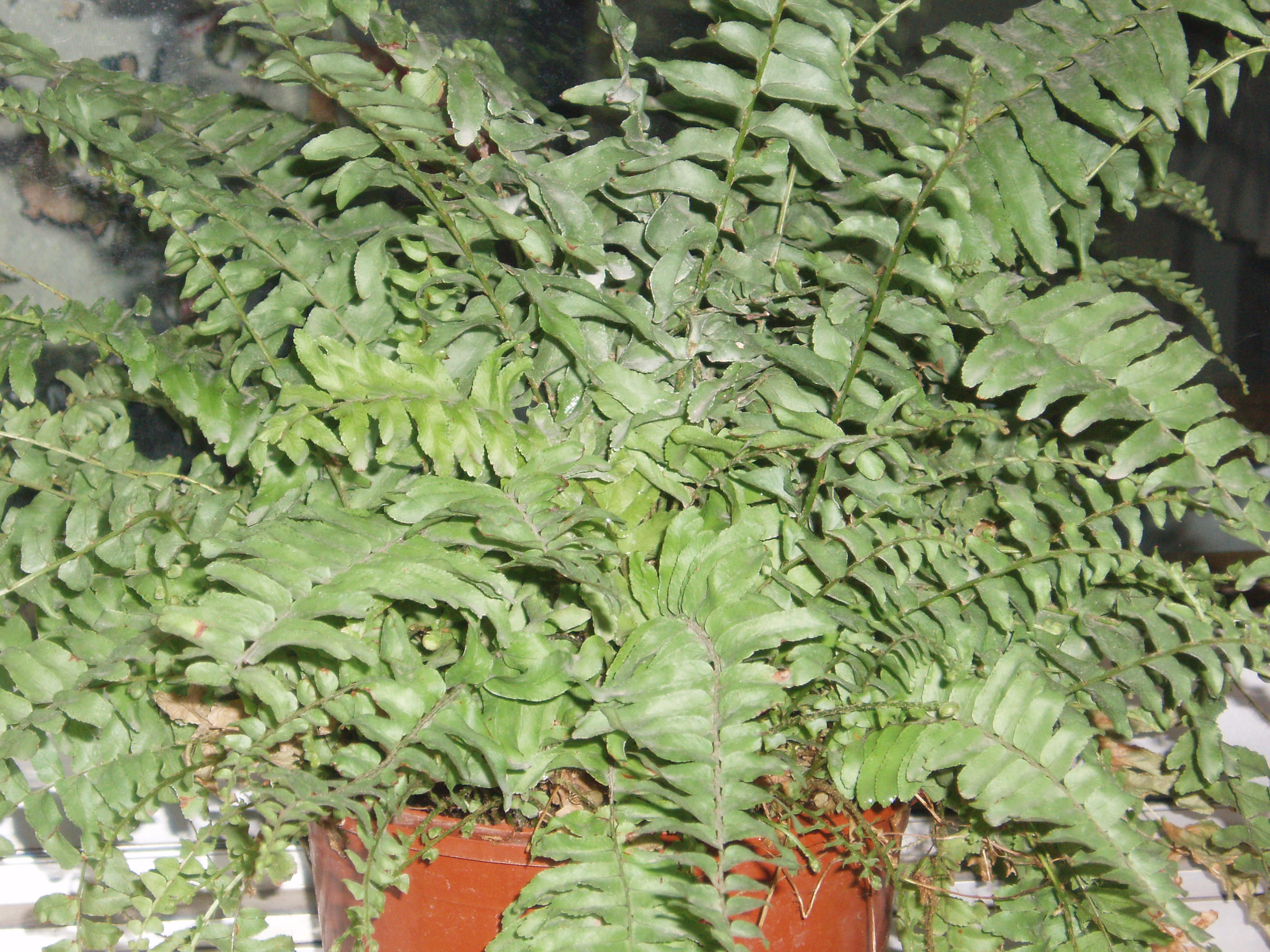
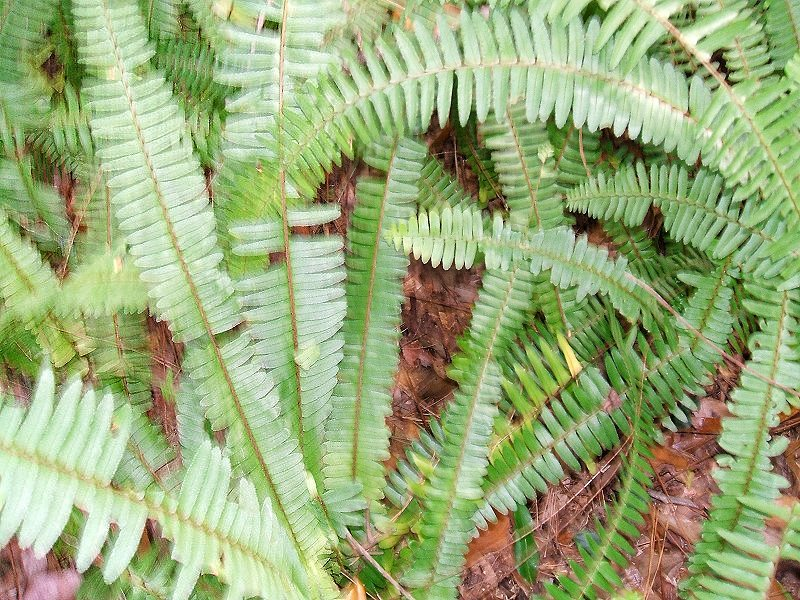
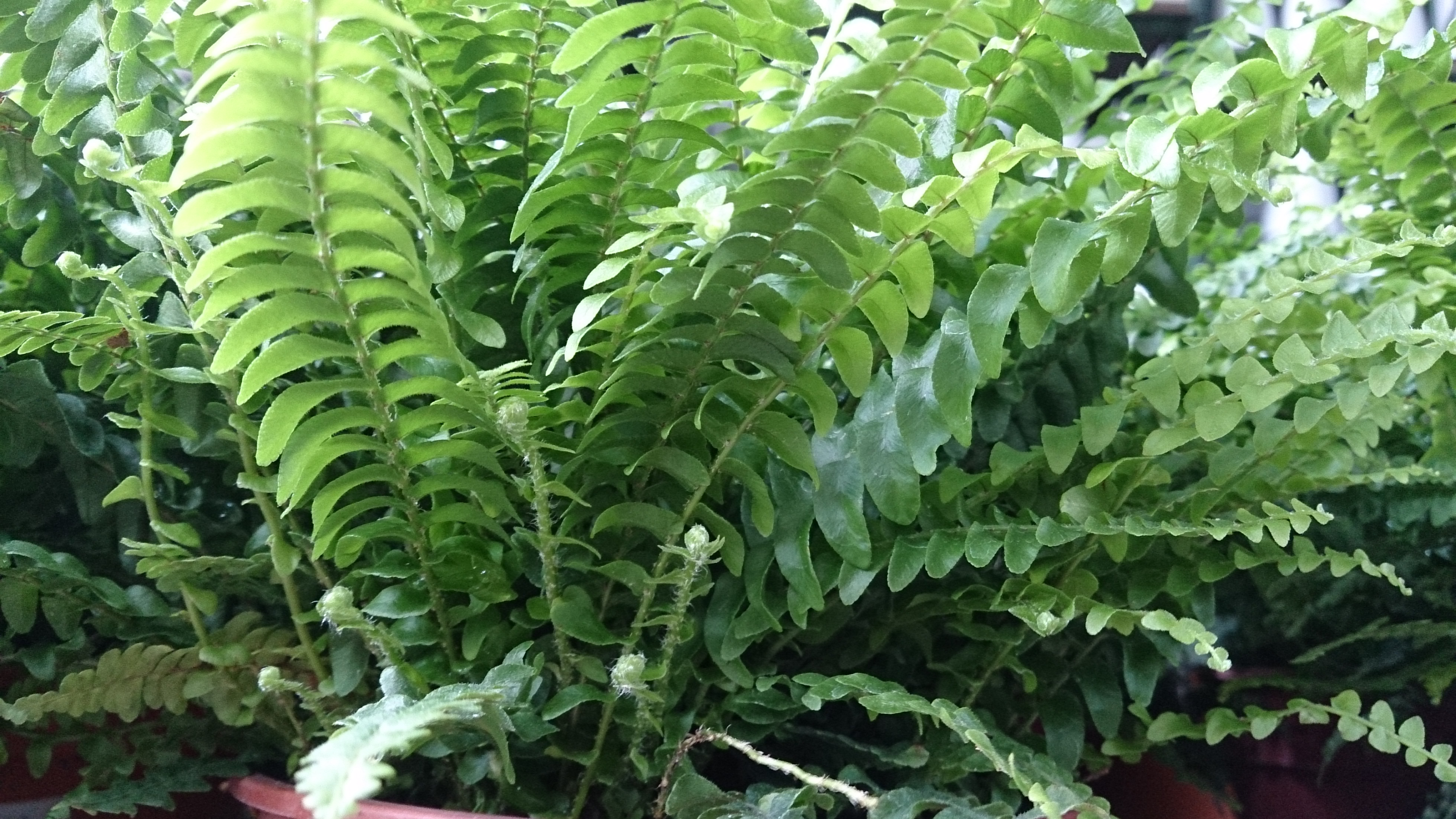
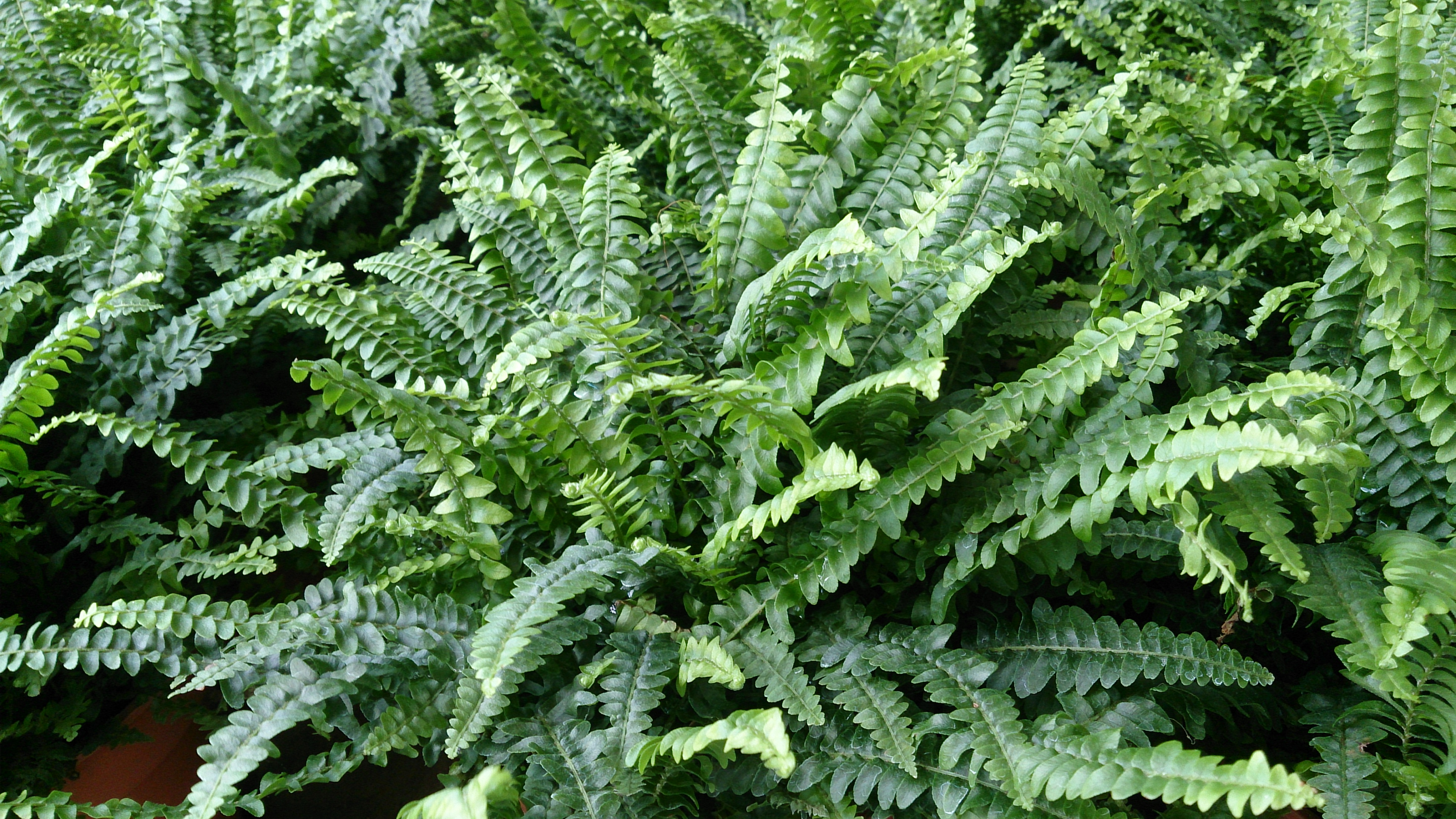